# Sphyrospermum rotundifolium
Sphyrospermum rotundifolium är en ljungväxtart som beskrevs av Luteyn. Sphyrospermum rotundifolium ingår i släktet Sphyrospermum och familjen ljungväxter. Inga underarter finns listade i Catalogue of Life.